# John Jagger
John Jagger (* 1. Oktober 1872; † 9. Juli 1942 in Beaconsfield) war ein britischer Gewerkschafter und Politiker (Labour Party).

## Leben und Tätigkeit
In seinen jungen Jahren bereiste Jagger Indien, China und Burma. Um die Jahrhundertwende wurde er hauptberuflicher Gewerkschafter. In diesem Gebiet brachte er es schließlich zum Vorsitzenden des York Trades and Labour Council und dann zum Präsidenten der Amalgamated Union of Co-Operative Employees, zu deren Mitgründern er gehört hatte.
1921 wurde Jagger Präsident der nationalen Gewerkschaft für Transportarbeiter (National Union of Distributive and Allied Workers). Diesen Posten behielt er bis 1935 bei.
Bei den britischen Parlamentswahlen des Jahres 1935 wurde Jagger als Kandidat der Labour Party im Wahlkreis Manchester Clayton als Abgeordneter ins House of Commons gewählt. Er konnte sich in dieser Wahl gegen den konservativen Inhaber des Parlamentssitzes für diesen Wahlkreis, William Flanagan, durchsetzen. In der Folge gehörte er dem House of Commons bis zu seinem Tod im Jahre 1942 an.
In den folgenden Jahren wurde er einer der prominentesten linken Abgeordneten des Unterhauses: So war er einer der prononciertesten britischen Unterstützer der republikanischen Seite im Spanischen Bürgerkrieg und bereiste dieses Land auch im Jahr 1938.
Als führender linker Unterhausabgeordneter geriet Jagger Ende der 1930er Jahre ins Visier der nationalsozialistischen Polizeiorgane, die ihn als wichtige Zielperson einstuften: Im Frühjahr 1940 setzte das Reichssicherheitshauptamt in Berlin ihn auf die Sonderfahndungsliste G.B., ein Verzeichnis von Personen, die im Falle einer erfolgreichen Invasion und Besetzung der britischen Inseln durch die Wehrmacht von den Besatzungstruppen nachfolgenden Sonderkommandos der SS mit besonderer Priorität ausfindig gemacht und verhaftet werden sollten.
Im Mai 1940 wurde Jagger zum Parlamentarischen Privatsekretär von Herbert Stanley Morrison, dem Nachschubminister in der Regierung Churchill (Minister of Supply) ernannt. Diesen Posten behielt er auch bei als Morrison im Oktober 1940 zum Innenminister (Home Secretary) ernannt wurde.
Jagger starb im Jahr 1942 bei einem Verkehrsunfall: Auf dem Weg von einer Hütte bei Beaconsfield, in der er einige Tage verbracht hatte, zur Eisenbahnstation Beaconsfield kollidierte Jagger mit seinem Motorrad mit einem Automobil und wurde sofort getötet. Jaggers Tod machte eine Nachwahl zur Neubesetzung seines Parlamentssitzes notwendig. In dieser Wahl gelang es dem Labour-Kandidaten Harry Thorneycroft die Mehrheit der Stimmen auf sich zu vereinen und Jaggers Mandat zu übernehmen.

## Familie
Jagger war seit 1899 mit Martha Southern verheiratet, mit der er zwei Söhne hatte.

## Schriften
- Russia Re-visited: Notes Compiled During a Second Visit to Russia, 1933.